# Paraxanthobasis tibialis
Paraxanthobasis tibialis är en tvåvingeart som beskrevs av Blanchard 1966. Paraxanthobasis tibialis ingår i släktet Paraxanthobasis och familjen parasitflugor. Inga underarter finns listade i Catalogue of Life.